# Jacques Renucci
Pour les articles homonymes, voir Renucci.
Jacques Renucci, né le 22 mai 1950 à Marrakech et mort le 14 juillet 2024 à Bastelica (Corse), est un journaliste et écrivain français.

## Biographie
Originaire de Bastelica (Corse-du-sud), marié et père de deux enfants, Jacques Renucci effectue une partie de ses études au Lycée Masséna à Nice (Khâgne). Dans le cadre de sa formation, il suit les cours de mise en scène de Gabriel Monnet, directeur du théâtre de Nice et participe, à l'âge de 21 ans, à la présentation nationale de Coquin de Coq, pièce de Seán O'Casey. Pour lui, l’image et l’écriture vont de pair. Ce « virus » de l'histoire scénarisée, il l’avait peut-être acquis dès l'adolescence en présentant, dans le cadre d'un cycle itinérant de ciné-club, des films classiques à la population des campagnes insulaires les plus reculées. On retrouve ce parti pris thématique, dix ans plus tard, en février 1981 : Jacques Renucci, avec une série de textes-tableaux figure parmi les exposants choisis pour une exposition collective au Centre Georges-Pompidou. Analyste programmeur tout en étant professeur de lettres classiques, il enseigne au Lycée Castel-Vecchio où il est le professeur du cinéaste Magà Ettori, avec lequel il deviendra ami et écrira plusieurs films documentaires. Il collabore en tant que critique littéraire pour le groupe Nice-Matin puis, intégré au titre en 1990, il est nommé directeur d'agence de Corse-Matin à Sartène.
Jacques Renucci devient deux ans plus tard localier, puis éditorialiste politique à l'agence d'Ajaccio. Il sera à la même période rédacteur en chef du magazine Intelligenza. À la même période, il publie un livre d'entretiens sur le nationalisme, Liberta, avec Jean-Guy Talamoni, devenu depuis président de l'assemblée territoriale. Pressenti pour rejoindre l'équipe dirigeant de Nice-Matin à Nice, il décide de rester en Corse et couvre les grandes affaires et les procès d'importance comme ceux du commando Erignac, d'Yvan Colonna ou de Bernard Bonnet. Ayant réalisé la dernière interview du préfet Bonnet, il est cité comme témoin à son procès par l'avocat du préfet, Me Jacques Vergès.
Le dictionnaire corse de la politique contemporaine lui consacre un long chapitre. On peut y lire : « Figure du journalisme respecté, par sa profession et par l'ensemble de la classe politique insulaire, Jacques Renucci bénéficie d'une notoriété nationale considérée avec humilité, alors qu'il est l'un des véritables journalistes politiques de Corse. ».
En 2009, Jacques Renucci est nommé directeur de La Corse Votre Hebdo qui devient l'hebdomadaire le plus vendu en Corse. En décembre 2014, Jacques Renucci est limogé par Roger Antech, nouveau PDG du journal après son rachat par Bernard Tapie. Cette décision provoque un tollé général auprès de la profession. L’Institut Citoyen du Cinéma dirigé par Magà Ettori met en ligne une pétition de soutien à Jacques Renucci qui fait parler d'elle par le nombre et la qualité des signataires (l'ensemble de la classe politique), mais surtout par les commentaires des journalistes de Corse-Matin. Cette crise se termine en novembre 2016 quand Claude Perrier, le PDG de Corse-Matin, annonce que Roger Antech est écarté. Ces dernières années, Jacques Renucci se consacre davantage à son travail d'auteur. Avec des œuvres comme Rencontre, L'Avant Pays, Mémorial, Jardin Mineur, il est considéré comme l'une des grandes voix poétiques du monde méditerranéen : des œuvres où il n'hésite pas à s'adjoindre le concours de peintres et de graphistes. Cette référence constante à l'image, il l'a mise en pratique dans sa carrière journalistique. Responsable d'édition, il a fait la part belle aux reportages portant sur de multiples tournages sur le territoire insulaire, sans parti-pris ni exclusive, pouvant passer de Mafiosa à Ludivine de John B. Root... Il publie aussi les entretiens qu'il a avec des personnages dont l'histoire se retrouve au cinéma (comme Jacques Mayol pour Le Grand Bleu), ou avec divers acteurs de toutes générations (Brigitte Bardot, Pierre Mondy, Samuel Le Bihan, Frédéric Gorny, Johnny Hallyday, Franck Dubosc...).

## Œuvre
- Rencontre, Ajaccio, France, Alain Piazzola, 2010, 200 p. (ISBN 978-2-915410-79-2)
- Libertà : entretiens avec Jacques Renucci, Ajaccio, France, DCL, 2004, 380 p. (ISBN 978-2-911797-78-1)
- L'Avant Pays, Ajaccio, France, Alain Piazzola, 2013, 380 p. (ISBN 978-2-36479-022-3)
- Mémorial suivi de Carnet d'attente, Porto-Vecchio, France, Editions Clémentine, coll. « Incontri », 2016, 180 p. (ISBN 978-2-37012-063-2)
- Jardin Mineur, Ajaccio, France, Colonna Ed., 2017, 82 p. (ISBN 9782369840541)
- Autre jardin suivi de Réappropriations, Porto-Vecchio, France, Editions Clémentine, coll. « Incontri », 2019, 78 p. (ISBN 9782370121301)
- Demeure de paroles, Ajaccio, France, Albiana, coll. « E Cunchiglie », 2024, 80 p. (ISBN 9782824113555)

## Prix et distinctions
- 2017 : Prix du livre de la Collectivité territoriale de Corse pour l'ouvrage Jardin Mineur, Colonna Éd., Ajaccio  L'œuvre qui orne la première de couverture est de Magà Ettori